# Catedral de la Inmaculada Concepción (Saint John)
La Catedral de la Inmaculada Concepción (en inglés: Cathedral of the Immaculate Conception; en francés: Cathédrale de l'Immaculée-Conception de Saint-Jean) en Saint John, provincia de Nuevo Brunswick, al este de Canadá es la catedral de la diócesis de Saint John ubicada en 91 de la calle Waterloo en el barrio central de Waterloo Village.
El edificio fue iniciado por el segundo Obispo de Nuevo Brunswick , El Reverendísimo Thomas Connolly. Al darse cuenta de que la población católica requería una instalación más grande , el obispo Connolly el 14 de noviembre de 1852, anunció a la congregación su intención de proceder de inmediato con la construcción de la Catedral. Los planes se prepararon posteriormente en Nueva York durante el invierno de 1852-53 , la primera piedra fue colocada en mayo de 1853 y las paredes se levantaron y un techo fue establecido en noviembre de 1853. La bendición y la primera misa en la nueva catedral se celebró el día de Navidad de ese mismo año.

## Galería

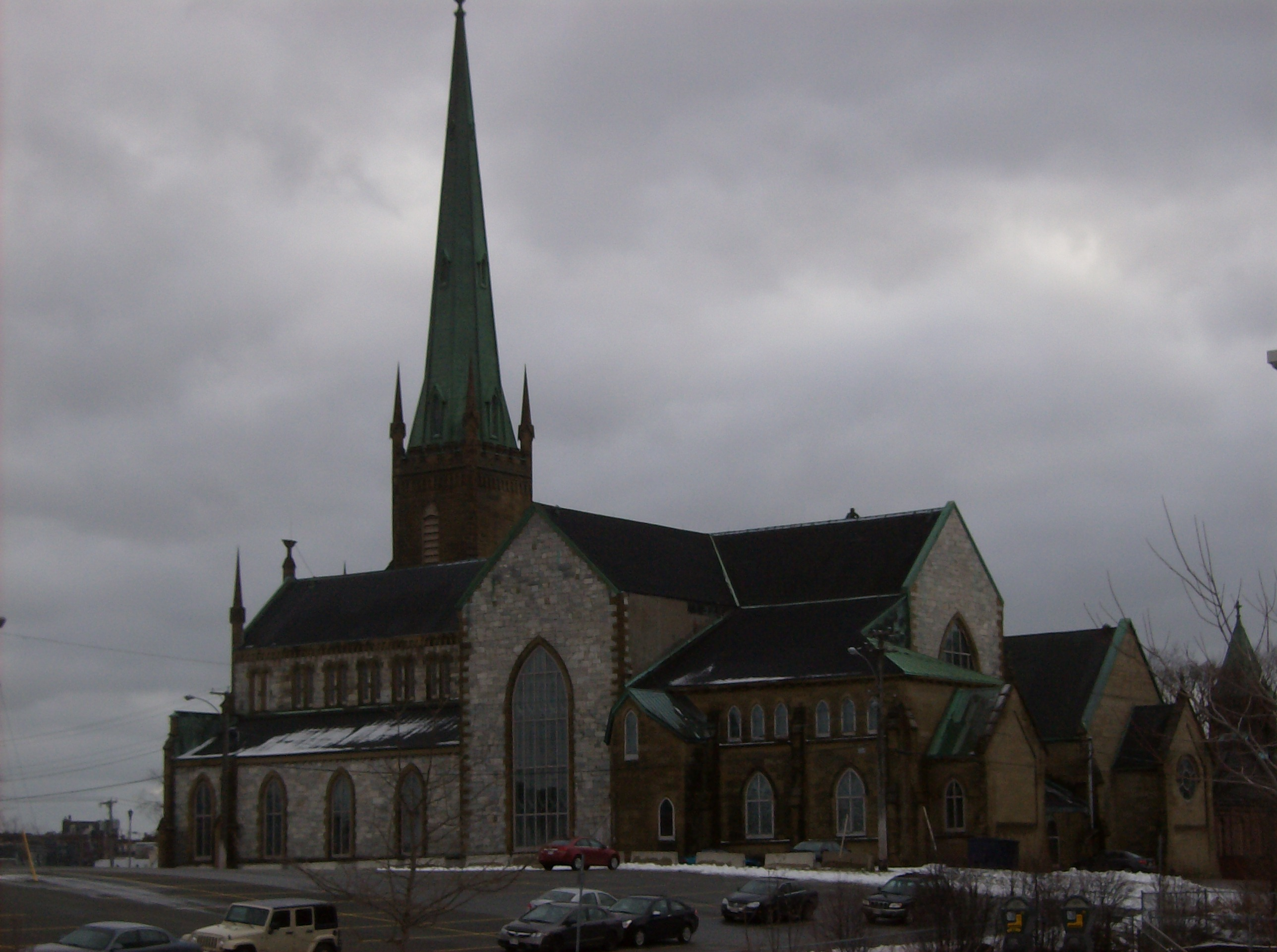
Exterior
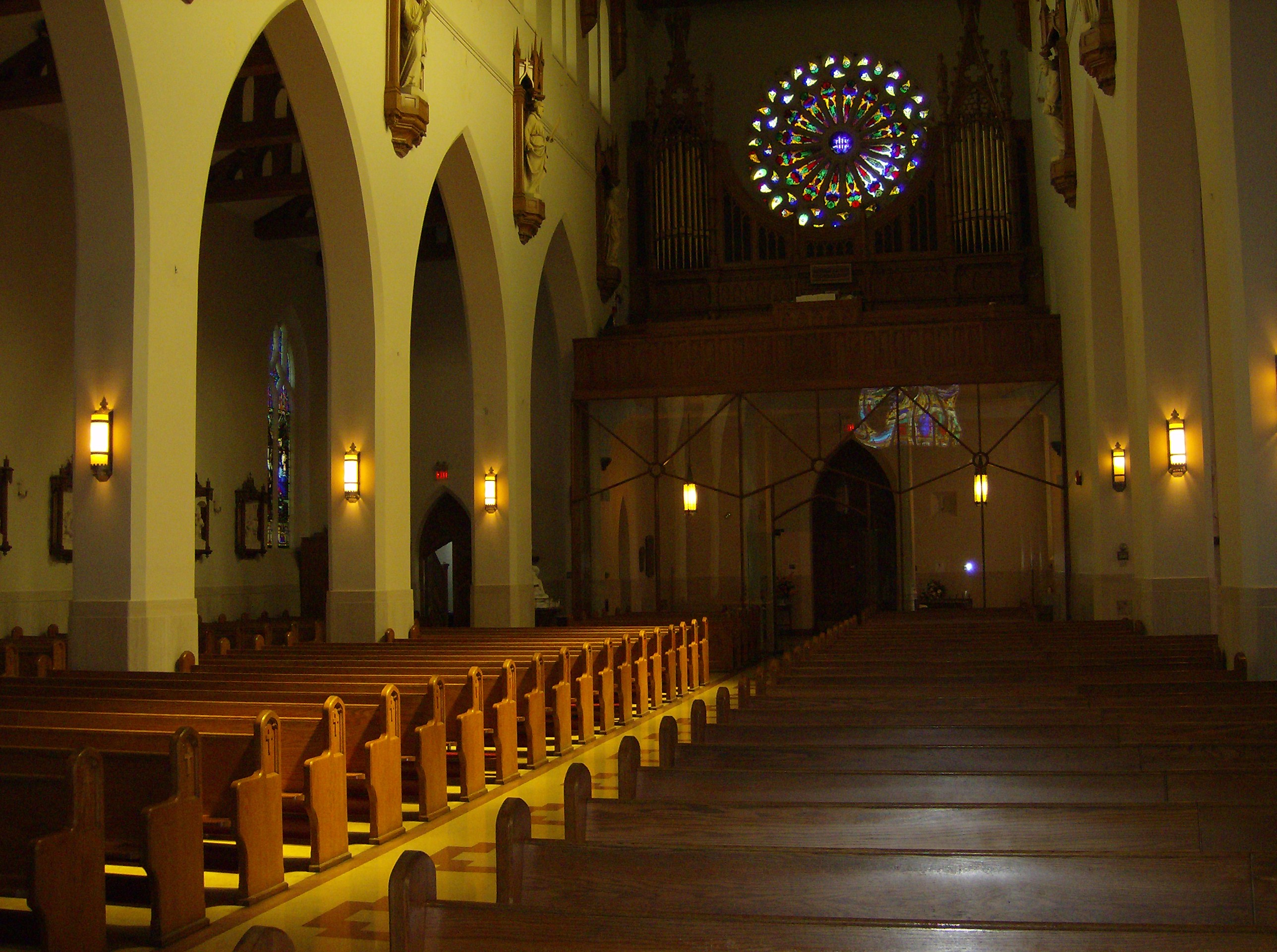
Interior
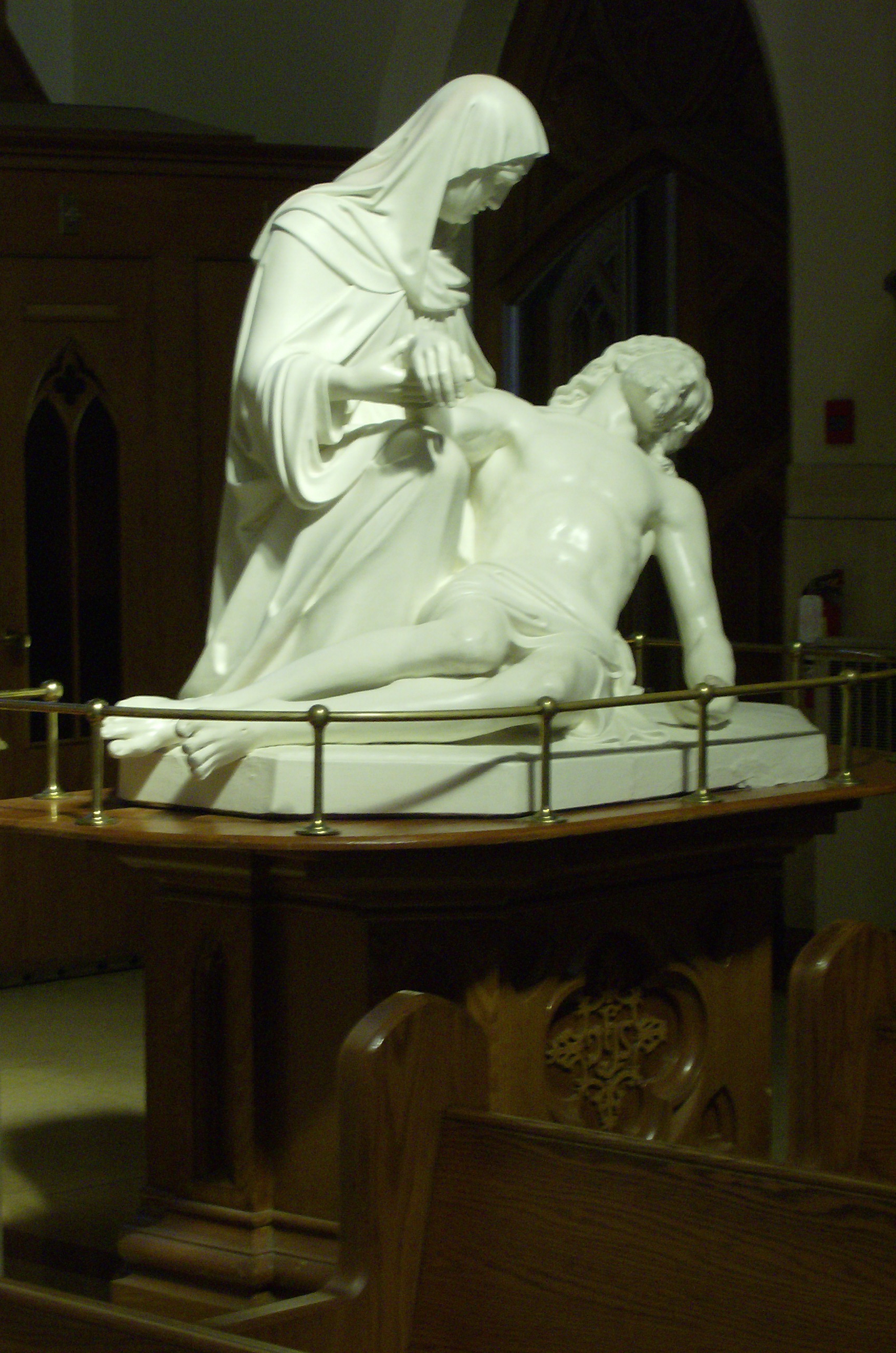
Pieta